# Mittibergtjärnen
Mittibergtjärnen är en sjö 6 kilometer nordväst om Ammarnäs i Sorsele kommun i Lappland och ingår i Umeälvens huvudavrinningsområde. Mittibergtjärnen ligger i Vindelfjällen Natura 2000-område. Vandringsleden Kungsleden passerar sjön.